# Bon sang ne saurait mentir
Bon sang ne saurait mentir est une nouvelle fantastique et humoristique d'Isaac Asimov, écrite en collaboration avec Frederik Pohl.
Rédigée en 1941, la nouvelle ne fut publiée qu'en 1950 dans Weird Tales.
Elle figure notamment dans le recueil en français Chrono-minets (1975, rééditions en 1982, 1984, 1987).

## Résumé
Russel Harley, unique héritier de son vieil oncle Zebulon Harley, récupère à la mort de celui-ci Harley Hall, vieille maison isolée dans laquelle le vieil homme vivait en ermite. 
Heureux de sa nouvelle propriété, il ne tarde pas à déchanter lorsqu'un fantôme, Hank Jenkins, prétend vouloir garder la maison pour lui. Avec l'aide d'un exorciste, Russel Harley éloigne le fantôme, mais celui-ci décide alors de faire un procès à l'héritier, estimant être dans son bon droit puisque habitant dans maison depuis plus de quatre-vingt-dix ans. 
Le juge donnant finalement raison au fantôme, cela crée un précédent permettant aux fantômes de hanter les maisons légalement.

## Autour de l'œuvre
- Asimov commença l'écriture de Bon sang ne saurait mentir le 10 juin 1941 ; John W. Campbell refusa de publier la nouvelle dans Astounding Science Fiction le 8 juillet 1941.
- Après avoir remis la nouvelle à Frederik Pohl qui la remania, celle-ci fut publiée en septembre 1950 dans Weird Tales.
- Bon sang ne saurait mentir est, avec Le Petit Bonhomme du métro, la seule nouvelle qu'Isaac Asimov ait écrit en collaboration.

## Compléments